# Sóviet Supremo de la República Socialista Soviética de Turkmenistán
El Sóviet Supremo de la República Socialista Soviética de Turkmenistán (en turcomano: Түркменистан ССР Ёкары Советы, romanizado: Türkmenistan SSR Ýokary Sowety; en ruso: Верховный Совет Туркменской ССР, romanizado: Verjovny Sovet Turkmenskoy SSR) era el sóviet supremo (mayor órgano legislativo) de la República Socialista Soviética de Turkmenistán, una de las repúblicas constituyentes de la Unión Soviética. El Sóviet Supremo de la República Socialista Soviética de Turkmenistán se estableció en 1938 y se disolvió en 1991, cuando fue sucedido por la Asamblea de Turkmenistán.

## Estructura

### Presídium
El presídium era el órgano con funciones legislativas encargado de dirigir al Sóviet Supremo durante los periodos entre sesiones de este. Los miembros de este eran elegidos por los diputados al inicio de cada convocatoria. Sus funciones eran convocar las sesiones del Sóviet Supremo, interpretar las leyes, otorgar títulos honoríficos y condecoraciones, relevar y designar a ministros locales a propuesta del Presidente del Consejo de Ministros, entre otras. Estaba formado por un presidente, dos vicepresidentes, un secretario y 11 miembros ordinarios. 

### Diputados
Los diputados del Sóviet Supremo de la RSS de Turkmenistán eran electos sobre la base de sufragio universal, igual y directo en votación secreta por ciudadanos mayores de 18 años, en proporción de un diputado por cada 5,000 habitantes.

## Facultades
El Sóviet Supremo de la República Socialista Soviética de Turkmenistán elegía un Presídium responsable ante él, y también formaba al Gobierno; elegía al Consejo de Ministros de la República Socialista Soviética de Turkmenistán, y a la Corte Suprema de la República Socialista Soviética de Turkmenistán. También los diputados eligieron a los jefes de los comités ejecutivos locales y parcialmente a sus diputados, el estado mayor de mando de los distritos militares ubicados en el territorio de la RSS de Turkmenistán.
Los deberes del Sóviet Supremo también consistían en:
- Modificar la Constitución de la República Socialista Soviética de Turkmenistán y adoptar nuevas versiones;
- Publicar y aprobar los planes económicos nacionales y el presupuesto estatal de la república;
- Supervisar el estado y la gestión de las empresas subordinadas a la Unión y supervisarlas.

La forma principal de la actividad del Sóviet Supremo eran las sesiones, que el Presídium convocaba dos veces al año. Asimismo, ante solicitud del Presídium o a solicitud de un tercio de los diputados, se podían convocar sesiones extraordinarias y solemnes (dedicadas a fechas destacadas). El Sóviet Supremo formaba comisiones permanentes y temporales. Las leyes fueron aprobadas por mayoría de votos de los diputados que participaron en la reunión del Sóviet Supremo.

## Convocatorias
| Convocatoria      | Periodo   |
| ----------------- | --------- |
| I Convocatoria    | 1938-1946 |
| II Convocatoria   | 1947-1950 |
| III Convocatoria  | 1951-1954 |
| IV Convocatoria   | 1955-1959 |
| V Convocatoria    | 1959-1962 |
| VI Convocatoria   | 1963-1966 |
| VII Convocatoria  | 1967-1970 |
| VIII Convocatoria | 1971-1974 |
| IX Convocatoria   | 1975-1979 |
| X Convocatoria    | 1980-1984 |
| XI Convocatoria   | 1985-1989 |
| XII Convocatoria  | 1990-1991 |

## Presidentes delPresídiumdel Sóviet Supremo de la RSS de Turkmenistán
El Presídium del Sóviet Supremo de la República Socialista Soviética de Turkmenistán se disolvió el 18 de enero de 1990. Por lo tanto, todos los poderes del presidente del Presídium fueron transferidos al presidente del Sóviet Supremo de la República Socialista Soviética de Turkmenistán.
| Imagen | Imagen | Nombre                           | Inicio                  | Fin                     | Partido político  |
| ------ | ------ | -------------------------------- | ----------------------- | ----------------------- | ----------------- |
|        |        | Jivali Babayev (1902-1941)       | 26 de julio de 1938     | 30 de agosto de 1938    | Partido Comunista |
|        |        | Allaberdi Berdiyev (1904-1964)   | 9 de noviembre de 1941  | 6 de marzo de 1948      | Partido Comunista |
|        |        | Akmamed Sariyev (1907-?)         | 6 de marzo de 1948      | 30 de marzo de 1959     | Partido Comunista |
|        |        | Nurberdi Bayramov (1912-1986)    | 30 de marzo de 1959     | 26 de marzo de 1963     | Partido Comunista |
|        |        | Annamuhammed Klychev (1912-?)    | 26 de marzo de 1963     | 15 de diciembre de 1978 | Partido Comunista |
|        |        | Balli Yazkuliev (Nacido en 1930) | 15 de diciembre de 1978 | 13 de agosto de 1988    | Partido Comunista |
|        |        | Roza Bazarova (Nacida en 1930)   | 13 de agosto de 1988    | 18 de enero de 1990     | Partido Comunista |

## Presidentes del Sóviet Supremo de la RSS de Turkmenistán
| Imagen | Imagen | Nombre                             | Inicio                  | Fin                      | Partido político  |
| ------ | ------ | ---------------------------------- | ----------------------- | ------------------------ | ----------------- |
|        |        | Allaberdi Berdiyev (1904-1964)     | 24 de julio de 1938     | 27 de enero de 1942      | Partido Comunista |
|        |        | Kurban Permanov (1909-1969)        | 27 de enero de 1942     | 10 de septiembre de 1945 | Partido Comunista |
|        |        | Shadzha Batyrov (1908-1965)        | marzo de 1947           | 4 de marzo de 1948       | Partido Comunista |
|        |        | Yusup Ovézov (1913-?)              | 4 de marzo de 1948      | 1956                     | Partido Comunista |
|        |        | Tore Atayev (1912-1972)            | 1956                    | 30 de marzo de 1959      | Partido Comunista |
|        |        | Shamurad Tashliyev (1913-1998)     | 30 de marzo de 1959     | 26 de marzo de 1963      | Partido Comunista |
|        |        | Majtum Shabasanov (Nacido en 1930) | 26 de marzo de 1963     | 11 de abril de 1967      | Partido Comunista |
|        |        | Pigam Azimov (1915-1994)           | 11 de abril de 1967     | 29 de junio de 1971      | Partido Comunista |
|        |        | Davli Karayev (?-?)                | 29 de junio de 1971     | 5 de julio de 1973       | Partido Comunista |
|        |        | Balli Yazkuliyev (Nacido en 1930)  | 5 de julio de 1973      | 17 de diciembre de 1975  | Partido Comunista |
|        |        | Aman Durdiyev (1931-1989)          | 17 de diciembre de 1975 | 21 de marzo de 1980      | Partido Comunista |
|        |        | Orazgeldi Ovezgeldiyev (1936-2008) | 21 de marzo de 1980     | 18 de enero de 1990      | Partido Comunista |
|        |        | Saparmurat Niyázov (1940-2006)     | 18 de enero de 1990     | 2 de noviembre de 1990   | Partido Comunista |
|        |        | Sahat Muradov (1932-2011)          | 18 de noviembre de 1990 | 12 de diciembre de 1991  | Partido Comunista |